# Leonard Landois
Pour les articles homonymes, voir Landois.
Leonard Landois (né le 1er décembre 1837 à Münster - mort le 17 novembre 1902) est un physiologiste prussien. Frère de Hermann Landois (1835-1905) et beau-fils de Theodor Marsson (de) (1816-1892), il est un pionnier dans l'étude de la transfusion sanguine et de l'agglutination.
Il étudie la médecine à l'université de Greifswald, puis devient professeur et directeur de l'Institut de physiologie de Greifswald. En 1866, il devient membre de la Leopoldina.
Ses premiers travaux touchent la parasitologie. Il étudie des parasites tels Cimex lectularius, Ctenocephalides canis et Dibothriocephalus latus. Avec Ludwig Julius Budge (1811-1888), il fait des recherches sur l'arrêt cardio-circulatoire engendré par la stimulation électrique du nerf vague.

## Bibliographie sélective

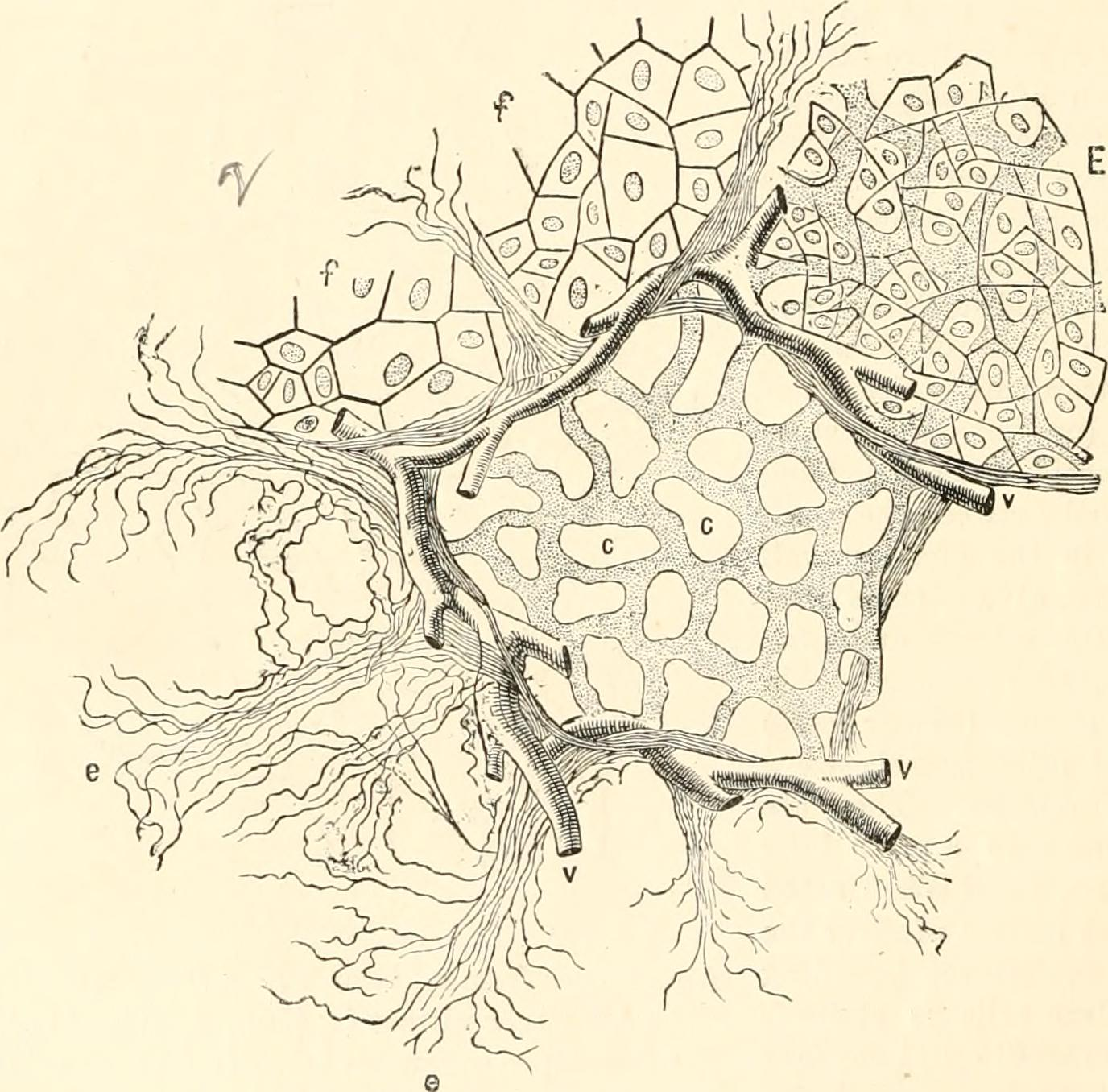
Image tirée de Lehrbuch der Physiologie des Menschen.